# Bataille de Fossalta
Conflit entre Guelfes et Gibelins
Batailles
1150 – 1200
- Vernavola (1154)
- Spolète (1155)
- Tortone (1155)
- Milan (1158)
- Siziano (1159)
- Crema (1159)
- Carcano (1160)
- Milan (1162)
- Prataporci (1167)
- Alexandrie (1174-1175)
- Legnano (1176)

1201 – 1250
- Calcinato (1201)
- Casei Gerola (1213)
- Cortenuova (1237)
- Brescia (1238)
- Faenza (1239)
- Giglio (1241)
- Viterbe (1243)
- Parme (1248)
- Fossalta (1249)
- Cingoli (1250)

1251 – 1300
- Bataille de Montebruno (1255)
- Cassano (1259)
- Montaperti (1260)
- Bénévent (1266)
- Tagliacozzo (1268)
- Colle (1269)
- Roccavione (1275)
- Desio (1277)
- Forlì (1282)
- Pieve al Toppo (1288)
- Campaldino (1289)

1301 – 1350
- Pavie (1302)
- La Lastra (1304)
- Milan (1311)
- Soncino (1312)
- Gaggiano (1313)
- Rho (1313)
- Ponte San Pietro (1313)
- Scrivia (1315)
- Montecatini (1315)
- Pavie (1315)
- Sestri (1318)
- Bardi (1321)
- Mirandola (1321)
- Gorgonzola (1323)
- Vaprio d'Adda (1324)
- Altopascio (1324)
- Zappolino (1325)
- San Felice (1332)
- San Quirico (1341)
- Gamenario (1345)

1351 – 1402
- Mirandola (1355)
- Casorate (1356)
- Solara (1356)
- Alexandrie (1391)
- Casalecchio (1402)

La bataille de Fossalta eut lieu à Fossalta sul Panaro (province de Modène) le 26 mai 1249 entre les Guelfes bolonais et les troupes impériales du Saint-Empire alliées des Gibelins des villes de Modène et Crémone. La victoire revint aux Bolonais.

## Contexte
La bataille de Fossalta est un épisode de la guerre entre Guelfes et Gibelins, dans le Nord de l'Italie. Elle a eu lieu à Fossalta, un petit bourg sur la rivière Panaro. Le point saillant est la capture de Enzio de Sardaigne, fils de l'empereur Frédéric II de Hohenstaufen.

## Préparatifs
Au printemps de l'année 1249, l'armée guelfe romagnole de la Ligue lombarde avançait vers la rivière Panaro. L'armée était composée de 3 000 chevaliers et de 2 000 fantassins du seigneur Azzo VII d'Este, 1 000 chevaliers et 2 800 fantassins de la milice bolonaise de Porta Stieri, Porta San Procolo et Porta Ravegnana. L'armée est dirigée par Filippo Ugoni de Brescia et par Ottaviano degli Ubaldini, cardinal de Bologne. L'armée guelfe menaçant la ville de Modène, les habitants demandèrent l'aide du roi Enzio de Sardaigne qui était alors vicaire impérial dans le Nord de l'Italie et résidait à Crémone. Enzio organisa une énorme armée de 15 000 hommes, composée d'Allemands et des Gibelins lombards de Crémone et de Modène. Son armée traversa le fleuve Pô sur un pont construit à la hâte à Bugno et se rendit à Fossalta, bourg situé à environ 5 km au nord de Modène.

## Affrontement
Les deux armées se firent face durant des jours, mais aucun belligérant n'osait attaquer l'autre. Le 26 mai 1249, Enzio ordonna à ses troupes de se mettre en ordre de bataille : il divisa son armée en 3 corps et les plaça sur 2 lignes. Ugoni divisa ses forces en 4 corps sur une surface plus étendue. Une fois les 2 000 soldats en renfort de Bologne arrivés, Ugoni décida d'ouvrir les hostilités. À l'aube, l'armée guelfe attaqua furieusement celle d’Enzio. Après une longue lutte, les Guelfes furent stoppés. Mais les attaques bolonaises se prolongèrent pendant toute la journée, la lutte fut féroce et sanglante. L'armée impériale résista à chaque attaque, mais en soirée, la ligne impériale fut enfoncée et le cheval d'Enzio tué sous lui. L'armée impériale fut obligée de se replier, mais le réseau de canaux et les ruisseaux furent un obstacle au repli. De fait, les soldats de l'armée impériale furent une cible facile pour les Bolonais : beaucoup furent tués ou faits prisonniers.

## Conséquences
Parmi les nombreux prisonniers allemands et crémonais figurait aussi le roi Enzio. À Bologne, la victoire a été accueillie par une foule fanatique. Enzio, dans son armure, avec son casque décoré et enchaîné par des chaînes en or traversa la ville de Bologne sur un cheval. Après cela, il fut emprisonné dans un château (château du roi Enzio) où il passa le reste de sa vie.
Même si la bataille ne changea pas le sens de l'histoire, ni la carte de l'Italie, le pouvoir impérial en Italie du Nord fut fortement ébranlé et le pouvoir de Bologne en sortit renforcé. La défaite et l'emprisonnement de son fils Enzio a été un coup dur pour l'empereur Frédéric II qui demanda avec insistance la libération d’Enzio, mais les Bolonais restèrent inflexibles.
Enzio resta prisonnier pendant 23 ans et à sa mort il eut droit à un enterrement solennel. Il fut enterré dans la basilique San Domenico où l'on peut encore voir sa tombe.

## Sources
- (en) Cet article est partiellement ou en totalité issu de l’article de Wikipédia en anglais intitulé « Battle of Fossalta » (voir la liste des auteurs).